# Gorla Maggiore
Gorla Maggiore là một đô thị ở tỉnh Varese trong vùng Lombardia, có cự ly khoảng 30 km về phía tây bắc của Milan và khoảng 15 km về phía đông nam của Varese. Tại thời điểm ngày 31 tháng 12 năm 2004, đô thị này có dân số 5.001 người và diện tích là 5,3 km².
Gorla Maggiore giáp các đô thị: Carbonate, Fagnano Olona, Gorla Minore, Locate Varesino, Mozzate, Solbiate Olona.